# 実際の地上位置線
実際の地上位置線（じっさいのちじょういちせん、英語: Actual Ground Position Line、AGPL）は、シアチェン氷河地方において、インド軍とパキスタン軍が実際に展開している位置を分つ境界線。管理ライン(LoC)の北端の地点 (NJ9842) からインディラ・コルまで引かれている。AGPLの全長は、およそ110km（68マイル）である。
日本語では、「実際の地上位置ライン」、「現実地上ポジションライン」などと訳されることがある。

## 歴史
シアチェン氷河や国境を成しているサルトロ山稜 (Saltoro Range) では、1984年に最初の軍事行動が行なわれ、インド陸軍がパキスタン側の機先を制して氷河一帯を支配下に置いた。この作戦はメドゥート作戦（メドゥートは「聖なる雲の使者」の意）と称された。その後、何度が両軍の展開位置には小規模な変動があったが、インド軍はサルトロ山稜を占拠し続けている。

## 地理的位置

赤い点線がAGPL、その右側が、インド軍が支配するシアチェン氷河。

AGPLは、7000m級の山々を抱えた起伏の大きい高原であるサルトロ山稜の縁を通っている。インド軍の兵士たちは高原の標高が高い地域に展開し、パキスタン軍がサルトロ山稜へ登って来るのを阻止している。現下のAGPLは、概ね以下のように引かれている。
インディラ・コル - シア・ラ峠 - サルトロカンリ - ビラフォンド・ラ峠 - K12 - ギョン・ラ峠 - NJ9842